# Сулув (гміна)

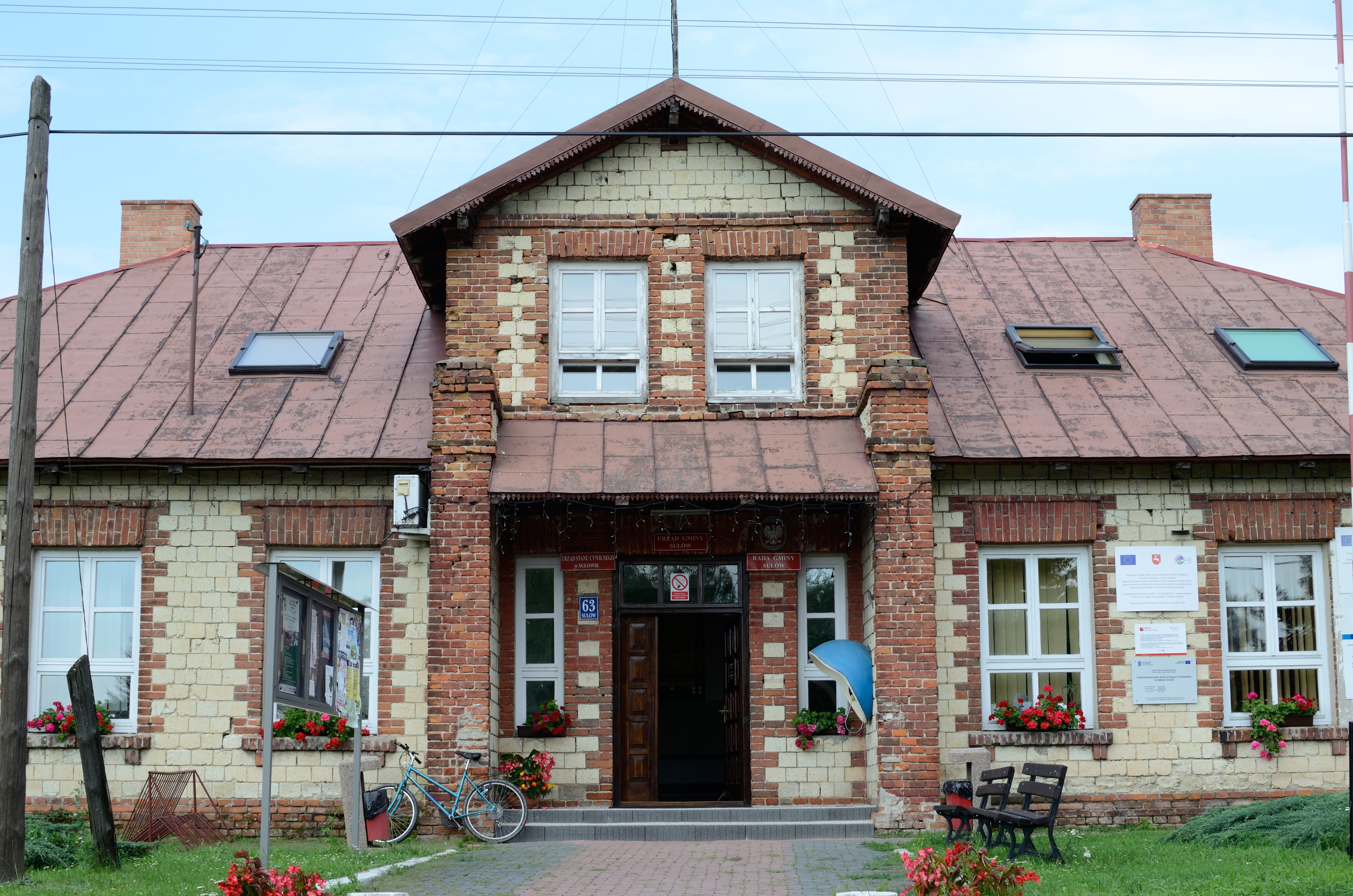
будівля жонду гміни

Гміна Сулув (пол. Gmina Sułów) — сільська гміна у східній Польщі. Належить до Замойського повіту Люблінського воєводства.
Станом на 31 грудня 2011 у гміні проживало 4863 особи.

## Площа
Згідно з даними за 2007 рік площа гміни становила 93.48 км², у тому числі:
- орні землі: 86.00%
- ліси: 6.00%

Таким чином, площа гміни становить 4.99% площі повіту.

## Населення
Станом на 31 грудня 2011:
| Опис     | Загалом | Загалом | Чоловіки | Чоловіки | Жінки | Жінки |
| -------- | ------- | ------- | -------- | -------- | ----- | ----- |
| одиниця  | осіб    | %       | осіб     | %        | осіб  | %     |
| все      | 4863    | 100     | 2343     | 48.18    | 2520  | 51.82 |
| міське   | 0       | 100     | 0        |          | 0     |       |
| сільське | 4863    | 100     | 2343     | 48.18    | 2520  | 51.82 |

## Сусідні гміни
Гміна Сулув межує з такими гмінами: Неліш, Радечниця, Рудник, Щебрешин, Туробін.